# Asaret du Canada
Asarum canadense
Espèce
Classification phylogénétique
L'asaret du Canada (Asarum canadense) est une espèce de plantes à fleurs de la famille des Aristolochiacées. C'est une plante herbacée, pérenne, rhizomateuse originaire des forêts de l'est de l'Amérique du Nord.

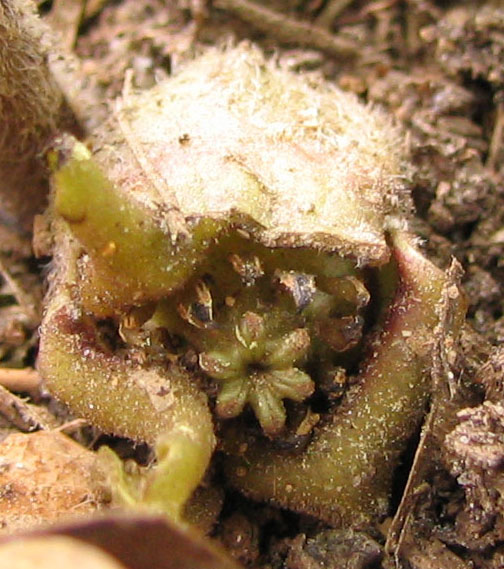
Fleur d'asaret du Canada.

On l'appelle aussi gingembre sauvage car l'arôme et le goût du rhizome sont voisins de ceux du gingembre mais ces deux plantes appartiennent à des familles différentes. Cette plante était utilisée dans la pharmacopée traditionnelle amérindienne pour de nombreuses indications. Elle peut aussi servir d'épice alimentaire.
Contenant de l'asarone et de l'acide aristolochique, comme la plupart des plantes de la famille des aristolochiaceae, deux substances toxiques et carcinogènes, sa consommation régulière n'est pas recommandée.
L'asaret du Canada préfère une exposition ombragée sur sol riche en humus. Ses feuilles, non persistantes, en forme de cœur, sont opposées. Au milieu des deux feuilles qui apparaissent chaque année, naissent les curieuses fleurs solitaires, en forme de cruche, du gingembre sauvage.
Au jardin d'ornement, cette plante peut être utilisée en couvre-sol dans les parties à l'ombre.